# Hồ Vänern

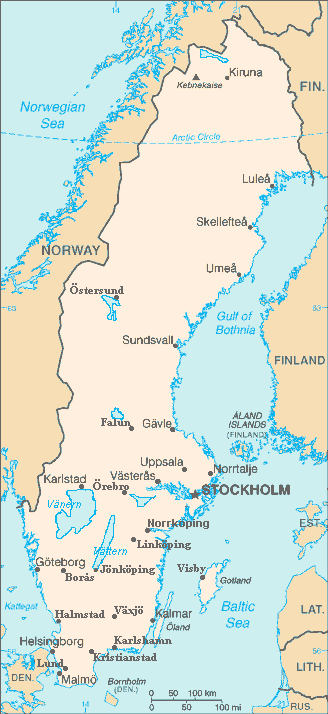
Bản đồ Thụy Điển; hồ Vänern ở giữa miền Nam.

Hồ Vänern (phát âm tiếng Thụy Điển: [ˈvɛːnəɳ]) là hồ lớn nhất Thụy Điển, lớn nhất trong Liên minh châu Âu và lớn thứ ba châu Âu sau Hồ Ladoga và Hồ Onega ở Nga. Hồ này nằm ở các tỉnh Västergötland, Dalsland và Värmland trong vùng tây nam Thụy Điển.

## Lịch sử
Về mặt địa chất, hồ này được tạo thành sau kỷ băng hà chót, khoảng 10.000 năm trước; khi băng tan ra, toàn bộ chiều ngang của Thụy Điển bị chìm trong nước, tạo ra một eo biển giữa Kattegat và Vịnh Bothnia. Do isostatic rebound tiếp theo sau, các hồ như Vänern và Vättern trở thành khép lại. Kết quả là, vẫn còn nhiều loài sinh vật từ kỷ băng hà mà thông thường không gặp thấy ở các hồ nước ngọt, chẳng hạn như amphipod (động vật giáp xác chân 2 kiểu) Monoporeia affinis. Một tàu Viking cũng đã được tìm thấy ở đáy hồ này ngày 6.5.2009.
Một chuyện do nhà chép thần thoại người Iceland ở thế kỷ 13 Snorri Sturluson thuật trong quyển Prose Edda của ông về nguồn gốc hồ Mälaren dường như bắt đầu về hồ Vänern: vua Gylfi của Thụy Điển hứa cho một phụ nữ - Gefjun - rằng ông sẽ cho cô vùng đất mà bốn con bò có thể cày trong một ngày một đêm, nhưng cô đã sử dụng các bò từ vùng đất của những người khổng lồ, và hơn thế nữa còn xúc đất và đem đổ xuống biển, nơi mà nó đã trở thành đảo Zealand của Đan Mạch. "Snorra Edda" cho biết rằng các vịnh nhỏ trong hồ này tương ứng với các mũi đất ở đảo Zealand; vì đây là chuyện khá thực của hồ Vänern, nên huyền thoại trên có lẽ ban đầu nói về hồ Vänern, chứ không phải hồ Mälaren.

## Địa lý
Hồ Vänern có diện tích là 5.655 km2 (2.183 dặm vuông Anh). Nó nằm ở độ cao 44 m (144 ft) trên mực nước biển và có độ sâu trung bình 27 m (89 ft). Độ sâu tối đa của hồ là 106 m (348 ft).
Về mặt địa lý, hồ nằm ở biên giới giữa vùng Götaland và Svealand của Thụy Điển, chia thành nhiều tỉnh: Phần hồ phía tây gọi là Dalbosjö, với phần chính thuộc về Dalsland; phần phía đông gọi là Värmlandsjön, phần phía bắc thuộc về Värmland, còn phần phía nam thuộc về Västergötland.
Sông nhánh là Klarälven, chảy vào hồ ở gần thành phố Karlstad, ở bờ phía bắc. Nước hồ chảy ra ở phía tây nam bởi Göta älv (sông Göta), tạo thành một phần của đường thủy kênh Göta, tới hồ Viken rồi vào hồ Vättern ở đông nam xuyên qua Thụy Điển.
Các đô thị chung quanh hồ, đã được xây dựng lên từ nhiều thế kỷ trước, trong đó có: Karlstad (được cấp đặc quyền thương trấn năm 1584), Kristinehamn (1642), Mariestad (1583), Lidköping (1446) Vänersborg (1644), Åmål (1643), Säffle (1951), và xa hơn là Trollhättan (1916). Các đô thị này thịnh vượng nhờ kỹ nghệ đánh bắt cá trong hồ và việc vận chuyển dễ dàng tới các thành phố khác hoặc sang phía tây thông qua sông Göta tới Kattegat.
Quanh đảo Djurö ở giữa hồ, là quần đảo Djurö đã được mang danh hiệu Vườn quốc gia Djurö.
Ngọn núi (núi cao nguyên) Kinnekulle là một điểm thu hút khách du lịch nổi tiếng nằm gần bờ phía đông nam của hồ Vänern. Từ đây có cái nhìn bao quát hồ tốt nhất (khoảng 270 mét (890 ft) trên mực nước hồ). Một ngọn núi khác gần đó là núi Halleberg.

## Môi trường
Các nghiên cứu giám sát môi trường được tiến hành hàng năm. Trong một báo cáo năm 2002, các dữ liệu cho thấy không có sự suy giảm rõ ràng chất lượng nước tổng thể, nhưng có sự giảm nhẹ trong tầm nhìn do sự gia tăng tảo. Một mức độ tăng nitơ đã trở thành vấn đề từ thập niên 1970 đến thập niên 1990, nhưng hiện đang được điều hòa và ở mức ổn định.
Một số vịnh cũng có vấn đề về phú dưỡng (eutrophication = quá nhiều chất dinh dưỡng) và đã bị tảo và sinh vật trôi nổi.(plankton) phát triển quá tràn lan. 

## Cá
Hồ Vänern có nhiềi loài cá khác nhau. Các viên chức chính phủ và địa phương cố gắng để thực thi dự án bảo quản cá, do nhiều mối đe dọa khác nhau đến môi trường sống của cá. Những mối đe dọa này bao gồm nước canh tác đổ vào hồ qua các nhánh sông, sự ô nhiễm và hội chứng M74. Việc câu cá hể thao ở hồ Vänern vẫn còn miễn phí và không được điều hòa, cả từ bờ hồ và từ tàu thuyền (với một số hạn chế, ví dụ như tối đa là ba con cá hồi hoặc cá hồi sông (trout) mỗi người mỗi ngày). Chỉ có việc đánh bắt cá thương mại thì phải có được sự cho phép.
Ở vùng nước ngoài khơi của hồ Vänern có nhiều cá ốt-me, nhiều nhất ở phía đông Dalbosjön, nơi trung bình có khoảng 2.600 cá ốt-me mỗi hecta. Ở đây cũng có nhiều cá hồi bạc (Coregonus albula), trung bình từ 200–300 cá mỗi hecta. Số lượng cá có thể khác nhau rất nhiều giữa các năm, tùy thuộc vào nhiệt độ và mực nước và chất lượng nước.
Cá ở hồ Vänern quan trọng cho ngành công nghiệp đánh bắt cá ở những thị trấn xung quanh. Năm 2001, lượng đánh bắt là 165 tấn (165.000 kg) cá hồi bạc, 100 tấn cá hồi trắng, và 25 tấn cá chình.

### Cá hồi
Hồ Vänern có 2 phân nhóm cá hồi hồ, gọi là cá hồi Vänern. Chúng có nguồn gốc ở hồ Vänern và sinh sản trong các hồ liền kề. Phân nhóm đầu tiên được đặt tên theo sông nhánh phía đông Gullspångsälven là cá hồi Gullspång. Phân nhóm thứ hai là cá hồi Klarälv, chủ yếu sinh sản ở Klarälven. Các phân nhóm này có liên quan đến cá hồi biển Baltic, và chúng đã phát triển ở hồ Vänern trong hơn 9.000 năm. Đáng chú ý là chúng chưa bao giờ di chuyển vào đại dương.
Những cá hồi hồ lớn cân nặng tới 18 kg. Cá hồi hồ lớn nhất thế giới, nặng hơn 20 kg, được bắt ở hồ Vänern. Ngoài ra còn có 3 loài cá khác giống như cá hồi khác trong các sông kết nối.

### Các cá khác
Về cơ bản tất cả các cá nước ngọt thông thường đều tìm thấy ở hồ Vänern. Các cá lớn quan trọng nhất là trout và Zander. Cá nhỏ quan trọng nhất là cá gai.
Hồ Vänern có 5 loài cá Coregonus |cá thịt trắng]]: khác biệt:
- Coregonus pallasii (cũng có ở sông Neva, vịnh Phần Lan, biển Baltic)
- Lacustrine fluvial whitefish (Coreganus megalops)
- Coreganus maxillaris[8]
- Coregoni nilssoni
- Valaam whitefish (Coreganus widegreni)
- Coregonus maxillaris

## Chim muông
Các loài chim phổ biến nhất gần hồ Vänern là các loài nhạn (tern) và gull khác nhau.Cormorant đã biến mất trong thế kỷ 19, nhưng sau đã trở lại và sinh trưởng nhiều. Các loài chim hiếm là Black-throated diver, Turnstone (Arenaria interpres) và Caspian tern.